# Hadley Indijanci
Hadley Indijanci, manja skupina ili banda Nipmuc Indijanaca što su u vrijeme Rata Kralja Philipa (1675) živjeli u manjoj utvrdi jednu milju iznad Hatfielda na zapadnoj obali rijeke Connecticut, na mjestu današnjeg okruga Hampshire u Massachusettsu. Priključili su se snagama Kralja Philipa nakon čega su postali pozti kao  'Hadley Indians' .

## Vanjske poveznice
- Nipmuc History (Sultzman)